# Godfryd II Plantagenet
Godfryd Plantagenet (ur. 23 września 1158, zm. 19 sierpnia 1186 w Paryżu), książę Bretanii, młodszy syn króla Anglii Henryka II i Eleonory, dziedziczki księstwa Akwitanii.
W 1166 r. ojciec zaręczył Godfryda z Konstancją (1161 – 5 września 1201), córką księcia Bretanii Conana IV i Małgorzaty, córki Henryka Szkockiego, 3. hrabiego Huntington. Ślub miał miejsce w 1181 r. i Godfryd objął rządy w księstwie Bretanii. Godfryd i Konstancja mieli syna i dwie córki:
- Eleonorę (ok. 1184 – 1241)
- Matyldę (1185 – 1189)
- Artura (1187 – kwiecień 1203), księcia Bretanii

W 1173, mając 15 lat, zbuntował się ze swoimi starszymi braćmi, Henrykiem i Ryszardem, przeciwko ojcu. Rebelia została stłumiona i Godfryd w 1174 ukorzył się przed ojcem. Kiedy Henryk i Ryszard zaczęli walczyć ze sobą w 1183 trzymał stronę Młodego Króla.
Był bliskim przyjacielem króla Francji Filipa Augusta i wiele czasu spędzał na jego paryskim dworze. Filip uczynił go nawet swoim seneszalem. Często, w porozumieniu z królem Francji, brał udział w spiskach i buntach przeciwko swojemu ojcu. Miał opinię człowieka zdradliwego i perfidnego. Kronikarz Gerald z Walii napisał o nim: więcej było w nim fałszu niż uczciwości. Jego język był bardziej oślizgły niż oliwa. Dzięki swojemu urokowi i elokwencji był zdolny rozbijać najtrwalsze przymierza i wpędzać w konflikt dwa królestwa.
Godfryd znany był również z tego, że aby zdobyć pieniądze na własne kampanie wojenne, uciekał się do łupienia opactw i kościołów. Takie postępowanie nie jednało mu poparcia w kręgach kościelnych oraz wśród kronikarzy.
Książę Bretanii zmarł 19 sierpnia 1186, prawdopodobnie podczas przygotowania kolejnej rebelii przeciwko swojemu ojcu. Istnieją dwie teorie dotyczące jego śmierci. Najbardziej popularna, pochodząca z kroniki Rogera z Hoveden, głosi, że zginął w wypadku na turnieju. Podczas jego pogrzebu w katedrze Notre-Dame zrozpaczony Filip miał wskoczyć do jego trumny. Informacja o histerycznym zachowaniu króla Francji pochodzi od Geralda z Walii. Inna hipoteza, zapisana w kronice Rigorda, głosi, że książę zmarł na nagłą chorobę, niedługo po wygłoszeniu przemówienia o najeździe na Normandię. Kronikarz pisze, że była to kara boska za nieposłuszeństwo wobec ojca i plądrowanie kościołów.
Po jego śmierci rządy w księstwie Bretanii przejęła wdowa po Godfrydzie, Konstancja, która w 1196 abdykowała na rzecz syna, Artura, który po śmierci swojego stryja, Ryszarda Lwie Serce, został wysunięty jako kontrkandydat do angielskiej korony, przeciwko Janowi bez Ziemi.
Postać Godfryda występuje w sztuce Jamesa Goldmana Lew w zimie. W wersji filmowej z 1968 w postać Godfryda wcielił się John Castle. W wersji z 2003 księcia Bretanii zagrał John Light.